# ارکشتام
ارکشتام (به لاتین: Erkeshtam) یک گردنه در قرقیزستان است که در شهرستان آلای واقع شده‌است. ارکشتام ۲٬۹۵۰ متر بالاتر از سطح دریا واقع شده‌است.